# Macrolenes hirsuta
Macrolenes hirsuta är en tvåhjärtbladig växtart som först beskrevs av Célestin Alfred Cogniaux, och fick sitt nu gällande namn av J.F. Maxwell. Macrolenes hirsuta ingår i släktet Macrolenes och familjen Melastomataceae. Inga underarter finns listade i Catalogue of Life.